# シクロデキストリン学会
シクロデキストリン学会（シクロデキストリンがっかい、The Society of Cyclodextrins, Japan）はシクロデキストリンに関する研究をもって学術の発展・向上に寄与することを目的とする日本の学会である。 
対象分野は、シクロデキストリンに関する研究・開発を行っている理学、工学、薬学、農学、食品科学などの幅広い分野にまたがる。

## 沿革
- 1981年 - 田伏岩夫主宰の勉強会（後のシクロデキストリンシンポジウム）として発足
- 1993年 - 現在の執行部体制が確立、永井恒司が初代会長に就任

## 活動
会員数約200名の中小規模の学会であるが、世界のシクロデキストリンの化学のイニシアチブをとる日本の学会として精力的に活動を行っている。毎年秋季にシクロデキストリンシンポジウムを主催する。また2年毎に開催される国際シクロデキストリンシンポジウム(International Cyclodextrin Symposium)を主催あるいは共催する（国際シンポジウムを日本が主催する年は、日本国内のシクロデキストリンシンポジウムは開催されない）。なお、近年は、国際シンポジウムと隔年でアジアシクロデキストリン会議(Asian Cyclodextrin Conference; ACC)が開催されており、その企画・支援も行っている。
年数回、会員向けにニュースレターの発行を行っている。また、優れた研究者に対して、シクロデキストリン特別賞、シクロデキストリン学会賞、シクロデキストリン奨励賞などの表彰を行っている。